# Diekholzen
Diekholzen là một đô thị ở huyện Hildesheim trong bang Niedersachsen, Đức. Đô thị Diekholzen có diện tích 30,21 km², dân số thời điểm ngày 31 tháng 12 năm 2006 là 7378 người. Diekholzen có cự ly khoảng 7 km về phía tây nam của Hildesheim.